# تخزين المياه الجوفية وانعاشها

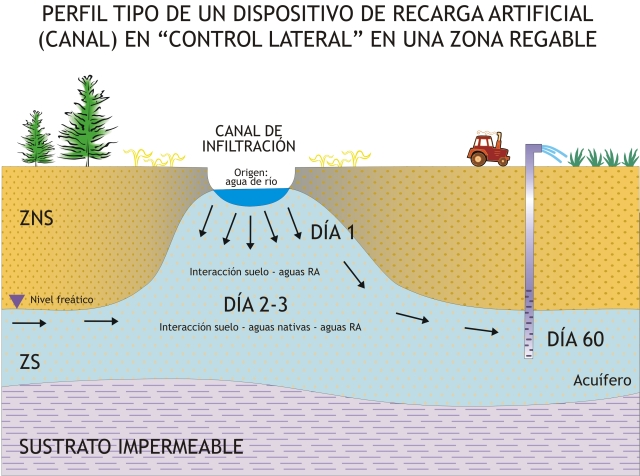

تخزين المياه الجوفية وانعاشها  (بالإنجليزي : (Aquifer Storage and Recovery (ASR)
هو إعادة حقن المياه الصالحة للشرب مرة أخرى في طبقة المياه الجوفية لإنعاشها واستخدامها مرة أخرى في الصناعة والزراعة.
الزراعة : في فصل الخريف من عام 2006 تم وضع آبار تخزين المياه الجوفية وانعاشها لخدمة ولاية أوريغن وضخ مايزيد عن 3000 فدان قدم خلال فصل الشتاء, كما وتم العمل على تغذية المناطق الجوفية خلال وقت تدفق الفيضانات في فصل الربيع  من مياه الفيضانات، ومن ثم يتم استرداد المياه الضحلة الصالحة للشرب وحقنها في مناطق المياه الجوفية العميقة، وقد تتولد طاقة كهربائية من الضفط الرأسي للمياه المتدفقة أثناء عملية الحقن.
يستخدم في كل هذه الآبار صمامات تحكم بنيت بواسطة صمامات صدى  3R، ويتم استرداد هذه المياه المخزنة في أواخرالصيف وأوائل الخريف لتلبي احتياجات الري.
ويمكن الحفاظ على مستويات المياه الجوفية  بواسطة عملية تدفئة، تهوية، وتكييف الهواء HVAC والتخزين الحراري في وقت الصيف لتدفئة المياه في فصل الشتاء، ويمكن حصر المياه الشتوية الباردة وتخزينها للاستخدام في وقت الصيف  وتجنب الحاجة لتبريدالمياه صيفا.
يمكن تجنب تكلفة التخلص من المياه السطحية في عملية إعادة الحقن وتجنب زيادة العبء الحراري إلى الأنهار وتكييف هواء التيارات خلال فصل الصيف.